# Proteine SMC
Le proteine SMC (dall'inglese Structural Maintenance of Chromosomes) fanno parte della classe delle condensine, un complesso proteico molto importante nel compattare la cromatina.
Le proteine SMC sono dimeri con una coppia di SMC4 e SM2, ognuno costituito da dei Coiled-Coil antiparalleli, che si posizionano in maniera circolare tra loro. Esse hanno la trattura simile ad uno stetoscopio, e la loro funzione è molto importante nel mantenere il DNA altamente organizzato durante la metafase del ciclo cellulare.
Si pensa che questi complessi proteici possano formare delle strutture ad anello che avvolgono i cromatidi con l'utilizzo di ATP. Le proteine SMC vengono attivate dalle M-Cdk.
Un'altra famiglia costituita in parte dalle SMC sono le coesine, che giocano un ruolo fondamentale nel tenere uniti i due cromatidi fratelli prima della segregazione, sempre con la caratteristica forma ad anello che li incatena tra loro.